# Нико Елведи
Нико Елведи (Цирих, 30. септембар 1996) је швајцарски професионални фудбалер, који игра на позицији одбрамбеног играча за Борусију Менхенгладбах и за фудбалску репрезентацију Швајцарске.

## Клупска каријера
Елведи је професионалну каријеру започео у ФК Цирих, деби у Суперлига Швајцарске имао је 15. маја 2014. године на утакмици против Лозане спорт. Играо је пуну минутажу, а његов тим је победио резултатом 0-1.
Године 2015. приступио је Борусији Менхенгладбах за 4 милиона евра. Први гол у Бундеслиги постигао је на дербију против Келна, а меч је завршен резултатом 1-0.

## Репрезентативна каријера
Елведи је играо за младе категорије репрезентације Швајцарске, а прву утакмицу за сениорску селекцију Швајцарске одигао је 28. маја 2016. године против селекције Италије.
Био је у тиму сениорске селекције Швајцарске на Светском првенству у фудбалу 2018. године, одржаном у Русији.

## Статистика каријере

### Клупска
До 1. јуна 2018.
| Клуб                   | Сезона            | Лига | Лига | Куп | Куп | Европа | Европа | Укупно | Укупно |
| Клуб                   | Сезона            | Ута  | Гол  | Ута | Гол | Ута    | Гол    | Ута    | Гол    |
| ---------------------- | ----------------- | ---- | ---- | --- | --- | ------ | ------ | ------ | ------ |
| Цирих                  | 2013/14           | 2    | 0    | -   | -   | -      | -      | 2      | 0      |
| Цирих                  | 2014/15           | 16   | 1    | 3   | 0   | 5      | 0      | 24     | 1      |
| Цирих                  | Укупно            | 18   | 1    | 3   | 0   | 5      | 0      | 26     | 1      |
| Борусија Менхенгладбах | 2015/16           | 21   | 0    | 2   | 0   | 2      | 0      | 25     | 0      |
| Борусија Менхенгладбах | 2016/17           | 25   | 0    | 2   | 0   | 8      | 0      | 35     | 0      |
| Борусија Менхенгладбах | Укупно            | 47   | 0    | 4   | 0   | 10     | 0      | 60     | 0      |
| Укупно у каријери      | Укупно у каријери | 64   | 1    | 7   | 0   | 15     | 0      | 86     | 1      |

## Репрезентативна каријера
До 22. јуна 2018
| Швајцарска | Швајцарска | Швајцарска |
| Год        | Ута        | Гол        |
| ---------- | ---------- | ---------- |
| 2016       | 3          | 0          |
| 2017       | 1          | 0          |
| 2018       | 2          | 0          |
| Укупно     | 6          | 0          |